# Nozze istriane
Nozze istriane (Una boda istriana) es una ópera en tres actos con música de Antonio Smareglia y libreto en italiano de Luigi Illica. Se estrenó el 28 de marzo de 1895 en el Teatro Comunale de Trieste.

## Personajes
| Personaje                          | Tesitura     | Reparto del estreno, 28 de marzo de 1895 (Director: ) |
| ---------------------------------- | ------------ | ----------------------------------------------------- |
| Marussa                            | soprano      | Gemma Bellincioni                                     |
| Lorenzo                            | tenor        | Roberto Stagno                                        |
| Menico, padre de Marussa           | bajo         | Ruggero Galli                                         |
| Biaggio, el violinista del pueblo  | bajo         | Rodolfo Angelini                                      |
| Nicola                             | barítono     | Tito Scipione Terzi                                   |
| Luze                               | mezzosoprano | Elisa Marconini                                       |
| Campesinos y campesinas de Dignano |              |                                                       |